# Les Allongées
Série Liebesgrüße aus der Lederhose
Deux Compères sur l'alpage (de)
(1974)
Pour plus de détails, voir Fiche technique et Distribution.
Les Allongées (titre original : Liebesgrüße aus der Lederhose) est un film allemand réalisé par Franz Marischka, sorti en 1973.

## Synopsis
Alfredo, un gigolo, veut enfin se détendre et part en vacances dans les montagnes bavaroises. Cependant, il a ici beaucoup de concurrents. Des touristes féminines du monde entier viennent à l'hôtel "Au sanglier" pour vivre une expérience avec tous les hommes, en particulier avec l'hôtelier Sepp Eber lui-même. Alfredo est embauché par le restaurant rival "Au bœuf fatigué", qui reçoit alors le nom de "Au taureau fougueux". Mais il laisse le travail principal à son ami Tonio, qui est en fin de compte responsable de la note excellente du restaurant. Les femmes avides d'amour en ont toutes pour leur argent, seuls les aubergistes rivaux ont une altercation physique.

## Fiche technique
- Titre original : Liebesgrüße aus der Lederhose
- Titre français : Les Allongées
- Réalisation : Franz Marischka assisté de Peter Naguschewski
- Scénario : Franz Marischka, Gunter Otto (sous le pseudonyme F.G. Marcus), Charles Ferrer
- Musique : Peter Weiner
- Photographie : Gunter Otto
- Montage : Hermann Haller
- Production : Hans D. Bornhauser
- Société de production : Barny Bornhauser-Film, Dynamic Film, Viktoria-Film
- Société de distribution : Cinerama Filmgesellschaft
- Pays de production :  Allemagne de l'Ouest
- Langue : Allemand
- Format : Couleur - 1,37:1 - mono - 35 mm
- Genre : Érotique
- Durée : 92 minutes
- Dates de sortie :
  - Allemagne de l'Ouest : 15 mars 1973.
  - Autriche : 15 avril 1973.
  - Pays-Bas : 30 août 1973.
  - Danemark : 17 décembre 1973.
  - Suède : 29 septembre 1974.
  - France : 15 janvier 1975[2].

## Distribution
- Peter Hamm : Alfredo
- Peter Steiner (de) : Sepp Eber
- Rinaldo Talamonti (de) : Tonio Struziocadente
- Birgit Bergen : Olga Schneider
- Elfie Pertramer (de) : Vroni Eber
- Franz Muxeneder : Wurzelreiner
- Helga König : Zenzi
- Erich Kleiber (de) : Willi Spengler
- Nani Burger : Gerda
- Gudrun Thiel : Eva Schneider
- Melitta Tegler : la commissaire Anna Schneider
- Johannes Buzalski (de) : Ludwig Schneider
- Karl-Heinz Otto : le médecin
- Michel Jacot : Loisl

## Production
Franz Marischka a l'idée de son film en 1972 sur la base d'un article du tabloïd munichois tz intitulé Les Coqs saisonniers de Garmisch-Partenkirchen sur les prétendus souhaits des femmes touristes envers les hôteliers bavarois.
Le film établit la forme du Lederhosenfilm spécifiquement bavaroise et alpine du film érotique. Selon Franz Marischka, le succès du film causera une énorme augmentation du tourisme à Pfronten, lieu du tournage en 1972.